# 楊璡 (成化進士)
楊璡（1444年—1492年），字用章，别號弦斋，河南開封府祥符縣人，民籍，明朝政治人物。進士出身。

## 生平
二月初十日生，行二，早年出身縣學生，舉成化十年河南鄉試第六十九名。成化十一年（1475年）乙未科會試第二百十三名，殿試登進士第三甲第十八名。授丹徒知縣，擢南京山西道監察御史。弘治初遷山東按察僉事，因病去世。

## 家族
曾祖父楊思義。祖父楊春。父亲楊銘。母劉氏，继母陈氏。具庆下。娶甄氏。